# 콜로니 (드라마)
《콜로니》(영어: Colony)는 2016년부터 2018년까지 방영한 미국의 SF 드라마이다.